# Apseudopsis arguinensis
Apseudopsis arguinensis is een naaldkreeftjessoort uit de familie van de Apseudidae. De wetenschappelijke naam van de soort is voor het eerst geldig gepubliceerd in 2002 door Gutu.